# Широкова, Маргарита Сергеевна
Маргарита Сергеевна Широкова (род. 14 января 1992, Ростов-на-Дону) — российская футболистка, вратарь клуба «Звезда-2005». Выступала за сборную России.

## Карьера

### Клубная
Воспитанница клуба «Дон» (Азов) и Училища олимпийского резерва г. Звенигорода. Первый тренер: Оксана Акулова. Выступала за свою карьеру в командах «Звезда» (Звенигород), «Мордовочка», «Россиянка» (в последнем клубе была преимущественно сменщицей Эльвиры Тодуа). В 2014—2015 годах играла за клуб «Зоркий». В 2017—2018 годах выступала за красноярский «Енисей», сыграла за два сезона все 28 матчей в чемпионате страны. С 2019 года играла в «Рязань-ВДВ», провела в клубе три сезона. В конце 2021 года перешла в клуб «Звезда-2005» (Пермь).
Также в середине 2010-х годов играла в футбол 8x8 за команду Института туризма и гостеприимства.

### В сборной
Маргарита провела более 40 игр за молодёжные и юношеские сборные России: в сборной до 17 лет дебютировала 27 октября 2007 года в поединке против Словакии. За молодёжную сборную до 19 лет дебютировала ещё в августе 2008 года, играла на чемпионате Европы до 19 лет в 2011 году в Италии.
Дебютировала за национальную сборную 8 апреля 2013 года в матче против Дании; вторую игру провела 8 апреля 2015 года против Южной Кореи. Включена в финальный состав сборной России на чемпионат Европы 2013 года, однако не вышла на поле ни в одном из матчей. Одной из причин стала травма, полученная на разминке перед товарищеской игрой с командой Украины 22 июня 2013 года.

## Личная жизнь
В детстве всерьёз увлекалась карате и посещала специализированную секцию.